# Olimpijske igre gluhih
Olimpijske igre gluhih (eng. Deaflympics), višešportsko su natjecanje koje se održava svake četiri godine. Za razliku od običnih igara, ove igre namijenjene su natjecanju osoba koje su gluhe.

## Povijest
Prve su se održale 1924. godine. Do prihvaćanja statusa od MOO-a Međunarodnom odboru za šport gluhih (utemeljen 1924. godine) trebalo je više od 30 godina. Konačno je Međunarodni olimpijski odbor 16. svibnja 2001. godine odobrio zahtjev za preimenovanje naziva igara u Olimpijske igre gluhih. Do tada su se nazivale Svjetske igre gluhih.

## Športovi na igrama

### Ljetnji športovi

#### Pojedinačni športovi
| - atletika - badminton - odbojka na pijesku - kuglanje - biciklizam | - džudo - karate - športska orijentacija - streljaštvo - plivanje |  | - stolni tenis - taekwondo - tenis - hrvanje slobodnim načinom - hrvanje grčko-rimskim načinom |  |

#### Momčadski športovi
- košarka
- nogomet
- rukomet
- odbojka
- vaterpolo

### Zimski športovi

#### Pojedinačni športovi
- alpsko skijanje
- skijaško trčanje
- snowboard

#### Momčadski športovi
- curling
- hokej na ledu

## Dosadašnje igre

### Ljetnje OI gluhih
| God.                                                              | R.br. igara | Domaćin       | Država domaćin                         |
| 1924.                                                             | I.          | Pariz         | Francuska                              |
| 1928.                                                             | II.         | Amsterdam     | Nizozemska                             |
| 1931.                                                             | III.        | Nürnberg      | Njemačka                               |
| 1935.                                                             | IV.         | London        | Uj. Kraljevstvo                        |
| 1939.                                                             | V.          | Stockholm     | Švedska                                |
| Igre se nisu održale od 1940. – 1948. zbog Drugog svjetskog rata. |             |               |                                        |
| 1949.                                                             | VI.         | Kopenhagen    | Danska                                 |
| 1953.                                                             | VII.        | Bruxelles     | Belgija                                |
| 1957.                                                             | VIII.       | Milano        | Italija                                |
| 1961.                                                             | IX.         | Helsinki      | Finska                                 |
| 1965.                                                             | X .         | Washington DC | SAD                                    |
| 1969.                                                             | XI.         | Beograd       | Srbija onda Jugoslavija                |
| 1973.                                                             | XII.        | Malmö         | Švedska                                |
| 1977.                                                             | XIII.       | Bukurešt      | Rumunjska                              |
| 1981.                                                             | XIV.        | Köln          | SR Njemačka                            |
| 1985.                                                             | XV.         | Los Angeles   | SAD                                    |
| 1989.                                                             | XVI.        | Christchurch  | Novi Zeland                            |
| 1993.                                                             | XVII.       | Sofija        | Bugarska                               |
| 1997.                                                             | XVIII.      | Kopenhagen    | Danska                                 |
| 2001.                                                             | XIX.        | Rim           | Italija                                |
| 2005.                                                             | XX.         | Melbourne     | Australija                             |
| 2009.                                                             | XXI.        | Taipei        | Republika Kina (Tajvan) Kineski Taipei |
| 2013.                                                             | XXII.       | Atena         | Grčka                                  |

### Zimske OI gluhih
| Year  | Games  | Host City            | NOC         |
| 1949. | I.     | Seefeld              | Austrija    |
| 1953. | II.    | Oslo                 | Norveška    |
| 1955. | III.   | Oberammergau         | SR Njemačka |
| 1959. | IV.    | Montana-Vermala      | Švicarska   |
| 1963. | V.     | Åre                  | Švedska     |
| 1967. | VI.    | Berchtesgaden        | SR Njemačka |
| 1971. | VII.   | Adelboden            | Švicarska   |
| 1975. | VIII.  | Lake Placid          | SAD         |
| 1979. | IX.    | Méribel              | Francuska   |
| 1983. | X.     | Madonna di Campiglio | Italija     |
| 1987. | XI.    | Oslo                 | Norveška    |
| 1991. | XII.   | Banff                | Kanada      |
| 1995. | XIII.  | Ylläs                | Finska      |
| 1999. | XIV.   | Davos                | Švicarska   |
| 2003. | XV.    | Sundsvall            | Švedska     |
| 2007. | XVI.   | Salt Lake City       | SAD         |
| 2011. | XVII.  | Visoke Tatre         | Slovačka    |
| 2015. | XVIII. | Vancouver            | Kanada      |

## Vanjske poveznice
- (engl.) Deaflympics official website
- Hrvatski športski savez gluhih
- (engl.) Asia Pacific Deaf Sports Confederation
- (engl.) U.S.A. Deaf Sports Federation
- (engl.) UK Deaf Sport
- (engl.) Deaf Sports Australia
- (engl.) Malaysia Sports Federation of the Deaf  Arhivirana inačica izvorne stranice od 28. siječnja 2011. (Wayback Machine)